# Barclay James Harvest
Barclay James Harvest es un grupo de rock/rock progresivo, con influencias de música clásica, procedente del Reino Unido. Actualmente el grupo está en activo, pero con otros nombres desde 1999 llamados: Barclay James Harvest featuring Les Holroyd y John Lees' Barclay James Harvest.

## Historia

### 1966: Los inicios
A principios de los años sesenta, los futuros integrantes de Barclay James Harvest se iniciaban en la música en bandas de rythm and blues de Oldham: John Lees y Stuart "Wooly" Wolstenholme en The Blues Keepers, y Les Holroyd y Mel Pritchard en Heart and Soul and the Wickeds. En el otoño de 1966, varios miembros de las dos bandas empezaron a tocar juntos en The Blues Keepers, hasta llegar a una formación estable de cuarteto con John Lees, Les Holroyd, Mel Pritchard y Wooly Wolstenholme. Como su intención era tocar material propio bastante alejado musicalmente del rythm and blues, decidieron dar un nuevo nombre a la banda. Escogieron el nombre sacando trozos de papel con palabras de un sombrero. El resultado fue Barclay James Harvest.

### 1967 - 1973: Los años con Harvest
Barclay James Harvest (en adelante BJH) se hizo profesional en 1967, con la ayuda de su mánager y mecenas John Crowther. Éste les consiguió un contrato de un solo disco con Parlophone, que les permitió publicar su primer sencillo. La cara A era el tema pastoral Early Morning, y la cara B Mr. Sunshine. Aunque el sencillo tuvo cierta repercusión, al que ayudó un documental de Granada TV sobre el estilo de vida del grupo, la relación con Parlophone no tuvo continuidad. Sin embargo, la discográfica EMI tenía el proyecto de crear un sello de música progresiva. BJH fue de los primeros grupos contratados en el sello, que significativamente se llamaría Harvest Records. La primera colaboración con EMI fue un sencillo que incluía las canciones Brother Thrush y Poor Wages. Los intereses musicales de BJH les llevaron a colaborar con una orquesta de manera estable, la The Barclay James Harvest Symphony Orchestra. En el primer álbum del grupo, titulado Barclay James Harvest, se ven los primeros resultados de esa colaboración, especialmente en el tema Dark Now my Sky. The Iron Maiden, otro tema de este álbum, está incluido hoy en día en el repertorio en directo de John Lees' Barclay James Harvest.
El segundo disco de BJH con el sello Harvest fue Once Again, que salió a la venta en febrero de 1971. Este disco está considerado por muchos el mejor de BJH en esta época. Aparece en él el tema clásico Mockingbird, interpretado en prácticamente todos los conciertos de BJH desde 1971. Un par de años más tarde apareció una versión cuadrafónica de este disco.
BJH grabaría otros dos discos en el sello Harvest: Barclay James Harvest and Other Short Stories y Baby James Harvest. Este último disco, que iba a llamarse Four Wings, iba a tener formato de doble álbum, dedicando una cara de disco a las composiciones de cada uno de los miembros del grupo. Aunque no han sido tan valorados como Once Again, estos dos álbumes incluyen temas como After the Day, Summer Soldier o Medicine Man, que forman parte del repertorio clásico de BJH.
Una de las posibles causas de la salida de BJH del sello Harvest fue el elevado coste de sus conciertos. Los cuatro miembros de BJH tocaban conjuntamente con una orquesta de hasta 45 personas, dirigida por Martyn Ford. No se dispuso de material oficial grabado de estos conciertos hasta la publicación, en el año 2002, de BBC In Concert 1972.

### 1973 - 1979: Cambio a Polydor y primeros éxitos
En 1973, BJH abandona Harvest y firman con Polydor. En 1974 publican su primer álbum con este sello, Everyone Is Everybody Else. Con material de la gira de presentación de este disco publican Live, que supone su primera aparición en las listas de éxitos. Con los dos álbumes siguientes, Time Honoured Ghosts y Octoberon empiezan a ser conocidos y actuar en directo en Europa y Estados Unidos. 1977 es el año de mayor éxito en la historia de BJH: su álbum Gone to Earth, y especialmente el sencillo del tema Hymn alcanzan puestos altos en las listas de éxitos alemanas. Desde entonces, Francia, Alemania y Suiza son los países donde BJH ha tenido más éxito. Respondiendo con sentido del humor a algunas críticas desfavorables, que tildaban a BJH de un The Moody Blues para pobres, incluyen en Gone to Earth el tema Poor Man's Moody Blues, uno de los más apreciados de BJH.
En 1978 BJH publican Live Tapes, un doble en directo con materiales de la gira de Gone to Earth, y más tarde el álbum en estudio XII. Después de la publicación de este disco, Wooly Wolstenholme abandona el grupo, debido a divergencias musicales con el resto de sus miembros. Wolstenholme inicia su carrera en solitario, creando su propia banda Maestoso. El escaso éxito de este grupo le lleva poco después a retirarse de la música y a dedicarse a su granja de agricultura orgánica.
Los cuatro primeros discos que BJH grabó con Polydor tienen un sonido bien distinto a los de la época Harvest. BJH abandona casi por entero los arreglos orquestales por un sonido más eléctrico, en el que el melotron de Wooly Wolstenholme tiene un importante papel. Las tareas de composición recaen en John Lees y Les Holroyd, con colaboraciones ocasionales (no más de dos canciones por álbum) de Wooly Wolstenholme. Una de las peculiaridades del grupo, a partir de Everyone Is Everybody Else es que cada miembro del grupo canta los temas que compone.

### 1979 - 1997: Barclay James Harvest como trío
Después de la marcha de Wooly Wolstenholme, BJH decide continuar como trío, apoyándose en músicos de sesión para las partes de teclados tanto en estudio como en directo. Su primer disco como trío, Eyes of the Universe con un sonido menos complejo que los anteriores, tiene un gran éxito comercial. El 30 de agosto de 1980 actúan ante 175.000 personas en un concierto gratuito frente al edificio del Reichstag en Berlín. En este concierto presentan algunos temas de su siguiente disco, Turn of the Tide, entre ellos Life is for Living, otro de sus grandes éxitos comerciales. En 1982 publicarían un Berlin – A Concert For The People, basado en el concierto de 1980 en esa ciudad. Turn of the Tide y Berlin supondrían un notable éxito comercial en Europa, sobre todo en Alemania, aunque mucho menor en el Reino Unido.
En 1983 y 1984 aparecen Ring of Changes y Victims of Circumstance. Con estos dos álbumes continúa el éxito comercial del grupo, sobre todo en Europa. De acuerdo con las tendencias musicales de la época, los arreglos de teclado tienen gran peso en el sonido del grupo. Después de Victims of Circumstance BJH no tiene actividad hasta 1987, cuando publica Face to Face. Grabado con productores diferentes a los dos discos anteriores, Face to Face supone una vuelta al sonido original del grupo, aunque con un sonido y producción acorde a la época. En la gira de Face to Face BJH vuelve a ofrecer un concierto gratuito en Berlín, esta vez en Treptower Park, en el sector este de la ciudad. Con material de este concierto se editó Glastnost, el cuarto disco en directo del grupo. Welcome to the Show, publicado en 1990, comparte muchas de las virtudes de Face to Face. En 1992 el grupo sale de gira sin presentar álbum, con motivo del 25 aniversario del grupo, y en 1993 publican Caught in the Light. Este disco supone un paso atrás importante para BJH, desde los puntos de vista comercial y artístico. Lastrado por una pobre producción, Polydor promociona poco el álbum, y las bajas ventas conducen a la rescisión del contrato con su sello desde 1973. Este hecho, junto a una serie de problemas legales, supone un estancamiento importante en la carrera del grupo. En 1996, BJH firma un nuevo contrato con la filial alemana de Polydor. El último disco de Barclay James Harvest como tal, River of Dreams, se publica para Alemania y Suiza.

### 1997: Barclay James Harvest se separa en dos grupos
Después de la gira de 1997 por Alemania y Suiza, la banda decide suspender sus actividades de manera temporal. En la práctica, los miembros del grupo inician carreras en solitario. Por un lado, Les Holroyd funda Barclay James Harvest featuring Les Holroyd. Mel Pritchard acompañaría a Les Holroyd en este nuevo grupo, hasta su fallecimiento en 2004. Por otro lado, John Lees funda su propia versión de BJH, llamada primero Barclay James Harvest trough the eyes of John Lees y posteriormente John Lees' Barclay James Harvest. Woolly Wolstenholme, después de un retiro de casi veinte años, vuelve a la actividad musical acompañando a John Lees.

## Miembros
- Les Holroyd - bajo, voz
- John Lees - guitarra eléctrica y acústica, voz
- Mel Pritchard - batería
- Stuart "Woolly" Wolstenholme - mellotron, teclados, voz

## Discografía

### Discos en estudio y directo de Barclay James Harvest
- 1970: Barclay James Harvest
- 1971: Once Again
- 1971: Barclay James Harvest and other short stories
- 1972: Baby James Harvest
- 1974: Live, (disco en directo)
- 1974: Everyone Is Everybody Else
- 1975: Time Honoured Ghosts
- 1976: Octoberon
- 1977: Gone To Earth
- 1978: Live Tapes, (disco en directo)
- 1978: XII
- 1979: Eyes Of The Universe
- 1981: Turn Of The Tide
- 1982: Berlin – A Concert For The People, (disco en directo)
- 1983: Ring Of Changes
- 1984: Victims Of Circumstance
- 1987: Face To Face
- 1988: Glasnost, (disco en directo)
- 1990: Welcome To The Show
- 1993: Caught In The Light
- 1997: River Of Dreams
- 2002: BBC In Concert 1972, (disco en directo)

### Recopilaciones de Barclay James Harvest
- 1972: Early Morning Onwards
- 1977: The Best of Barclay James Harvest
- 1979: The Best of Barclay James Harvest, Volume 2
- 1980: Mockingbird/Best of
- 1981: The Best of Barclay James Harvest, Volume 3
- 1985: The Compact Story of BJH
- 1987: Another Arable Parable
- 1990: Alone We Fly
- 1991: The Harvest Years
- 1993: Sorcerers and Keepers
- 1996: Endless Dream
- 1992: The Best of Barclay James Harvest
- 1997: The Best of Barclay James Harvest
- 1997: Mocking Bird
- 1999: Master Series
- 2000: The Collection
- 2001: Mockingbird
- 2001: Mocking Bird - The Best of Barclay James Harvest
- 2005: All is Safely Gathered In